# Động đất ngoài khơi Ibaraki 2011
Động đất ngoài khơi Ibaraki 2011 (茨城県沖地震 Ibaraki-ken oki Jishin) xảy ra vào lúc 15:15 (theo giờ địa phương), ngày 11 tháng 3 năm 2011. Trận động đất có cường độ 7.7 richter, tâm chấn độ sâu khoảng 43 km, nằm ngay trên ngoài khơi tỉnh Ibaraki. Theo Cục Khí tượng Nhật Bản, đây là trận động đất có dư chấn lớn nhất trong Động đất và sóng thần Tōhoku 2011. Các cảnh báo nguy cơ sóng thần lớn tiếp tục đưa ra.